# 六道辻
六道辻（ろくどうつじ）は、栃木県宇都宮市にある変則的な十字路。六道の辻（ろくどうのつじ）、六道交差点（ろくどうこうさてん）とも称する。旧下野国南部方面から宇都宮城下町へ入る六道口（ろくどうぐち、ろくみちぐち）があったため、戊辰戦争の宇都宮城の戦いにおいて激戦が繰り広げられた地である。付近には戊辰戦争で江戸幕府方に付いた戦死者の墓地や閻魔堂（えんまどう）、仏教寺院がある。

## 概況
報恩寺より西へ約200 mの地点にあり、2020年（令和2年）現在、宇都宮市道1141号・1142号・164号が交差する変則十字路である。辻が町丁字界を成し、北西から南東にかけては西原一丁目、南東から南西にかけては京町、南西から北西にかけては六道町に属する。
江戸時代の六道辻は、六道口とも呼ばれる武家屋敷地で、足軽の組屋敷や寺院の建ち並ぶ地域であった。ここに住む武士は騎乗を許されない下級武士であったため、周辺地域を「御徒歩町」（おかちまち）とも称した。六道口は栃木街道と楡木街道の交差する交通の要衝で、城下への入り口でもある要の地であったことから、木戸が設けられ、通行は厳しく制限された。
六道辻周辺では、都市計画道路3.4.119号一条滝谷線（宇都宮市道2705号）の整備計画が決定しており、交差点の形状が変化する可能性がある。

### 名称の由来
六道辻は下記の通り、6本の道説と仏教語説がある。
- 2020年（令和2年）現在は変則十字路である[1]が、往時は6本の道が交差していたことから、六道辻と命名した[4]。
  - 6本の道が交わるさまを仏教語の六道になぞらえて六道辻と命名した、という派生的な説もある[2]。
- 仏教語の「六道」にちなむ[7]。
  - 交差点の角にある閻魔堂にちなみ、閻魔王が、死者を六道のどの道に行かせるか裁くことから六道辻と命名した、という派生的な説もある[1]。

塙静夫は、交通状況と歴史的背景から、2つの説を兼ね備えた地名であると解釈した。

## 六道口の戦い
宇都宮城は奥州からの攻撃に備え、主に北から西にかけての防御を厚くした城下町構造をしていたため、秋月登之助と土方歳三が指揮した旧幕府軍の前軍は慶応4年4月19日（1868年5月11日）に南東から攻め入り、宇都宮城を落城させた。新政府軍に就いていた宇都宮藩は城に放火して退却し、家老の県信輯率いる主力隊と藩主・戸田忠恕ら数名に分かれて館林城下へ向かった。宇都宮藩と館林藩が姻戚関係にあったためである。一方、小山宿で敗北を喫した新政府軍は東山道総督府からの救援隊の派兵を受けながら北上し、大鳥圭介率いる旧幕府軍は鹿沼宿から宇都宮へ向かい、両者は安塚宿で相まみえた。4月22日（新暦5月14日）、安塚の戦いは当初旧幕府軍優位に進んでいたが、壬生城から駆け付けた河田佐久馬率いる予備隊の活躍で新政府軍優位に転じ、旧幕府軍は退却した。
翌4月23日（新暦5月15日）、新政府軍が宇都宮城奪還のため栃木街道を北上していることを知った大鳥は、日光転進の準備を取りやめ、城下への入り口である栃木街道と楡木街道の交差する六道口の防備を固めた。具体的には元々あった木戸を補強し、土の俵を積み重ねて銃座を築き、大砲を設置し、20 - 30人の哨兵を配置した。対する新政府軍は滝の原（現・滝谷町）に四斤山砲などの大砲を据え、まず付近の滝の権現に潜んでいた旧幕府軍方の約10人を駆逐し、続いて六道口に向かって野菜畑や麦畑の中を進軍した。そこで銃撃戦となり、砲術に優れた大山弥助の率いる新政府軍は四斤山砲で砲撃を行った。新政府軍の四斤山砲は大山が改良した「弥助砲」で、旧幕府軍の大砲・木戸・土塁を破壊した。
旧幕府軍は六道口の背後にある武家屋敷地の竹林に逃げ込んだため、午前9時頃、新政府軍は四の筋から一の筋の武家屋敷地へ侵攻し、松が峰門へ迫った。防備の厚い西側から攻め入ったため、一進一退の攻防が続き、土方は足首を撃ち抜かれ、新政府軍も野津七次が負傷した。正午頃、六道口に入った大鳥の一隊は新政府軍を背後から攻め、別の一隊は北の材木町から攻撃を仕掛け、東・西・北の三方を包囲された新政府軍は窮地に追い込まれるも、伊地知正治や河田の率いる部隊が加勢した新政府軍の総攻撃により形勢が逆転し、夕刻に旧幕府軍は八幡山から北方へ逃れ、日光へと向かった。この戦闘で多数の死者が発生し、付近を流れる新川の水が真っ赤に染まったと伝えられる。
こうして宇都宮城は新政府軍が取り戻し、翌4月24日（新暦5月16日）に宇都宮藩家老の戸田三左衛門に引き渡された。館林に逃れていた戸田藩主らが宇都宮城に戻ったのは4月27日（新暦5月19日）のことで、宇都宮藩士は自ら奪還戦に臨むことなく城に戻る形となった。

## 戊辰之役戦士墓

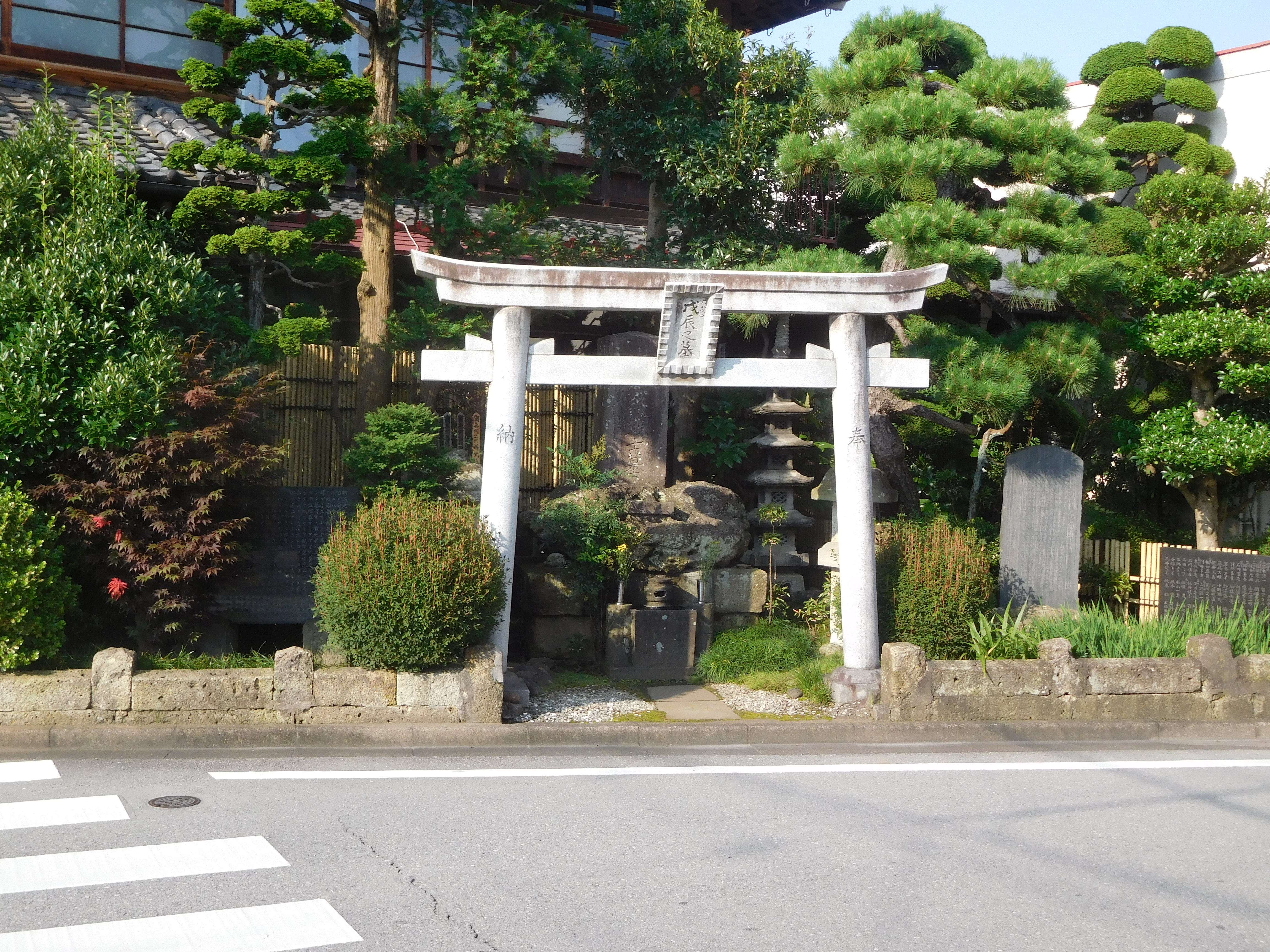
戊辰之役戦士墓

戊辰之役戦士墓（ぼしんのえきせんしぼ）は、六道辻の東の角にある旧幕府軍の戦死者を弔う墓。1874年（明治7年）6月に建立され、1967年（昭和42年）に明治100年を記念して墓の説明を刻んだ碑と「戊辰役戦士墓明治百年祭記念碑」が追加整備された。
墓の入り口に建つ石鳥居は1991年（平成3年）に一向寺の住職や福島県会津若松市の人々を含む約50人が建立した3代目で、初代は1874年（明治7年）に戸田三男らが、2代目は1917年（大正6年）に付近の住民・岩本弥太郎が建立したものである。

### 建立の経緯
宇都宮城の戦いの後、戦局はより北へと展開し、9月5日（新暦10月20日）には若松城下の飯寺村（にいでらむら、現・福島県会津若松市門田町飯寺）に達した。ここで旧幕府軍方の長岡藩兵を率いた山本帯刀は、戸田三男率いる新政府軍方の宇都宮藩兵を味方と誤認して接近したため、あえなく捕らえられた。その報を受けた中村半次郎の指示で山本らの処刑が決まり、山本とその部下は愛刀と軍用金を戸田三男に託し、相当の費用に充てるよう言い残した。刑は9月9日（新暦10月24日）に執行された。
この頃六道辻では、官修墳墓に手厚く葬られた新政府軍とは異なり、「賊軍」として道端に遺棄されたままだった旧幕府軍の戦死者が地域住民によってひそかに埋葬された。住民が埋葬したのは純粋な慰霊目的だけでなく、非業の死を遂げた旧幕府軍の戦士の祟りを恐れたという解釈もある。
宇都宮に戻った戸田三男は、山本らから預かった200両を元手に、宇都宮藩士6人と町人7人の協力を得て、旧幕府軍の戦死者が仮埋葬されていた六道辻に、1874年（明治7年）6月に墓碑を建立した。「賊軍」を官軍が祀るということが受け入れられるまで6年かかったのである。しかし墓碑には被葬者の名前を刻むことまでは叶わず、建立時期と碑を建立した14人の名が刻まれてたのみであった。山本の愛刀は藩主に献上された後、宇都宮二荒山神社に納められ、さらに1939年（昭和14年）に栃木県護国神社へ移された。

### 建立後
墓碑の建立後、地域住民の中から世話人が現れ、毎年旧暦の4月23日（六道口の戦いの日）に墓前供養を営み、子供相撲や紙芝居なども併せて行うことで、親から子へ戊辰戦争を語り継ぐ機会とした。特に1913年（大正2年）頃に六道辻の近くへ引っ越してきた肥料商の岩本弥太郎は、戦士墓を深く崇敬し、家族ともども毎日祈りを捧げた。1917年（大正6年）には「戊辰之役五十周年記念法要」を営み、岩本は周囲と相談の上、大旗2流と花瓶1対を納め、新たな鳥居を寄進した。この頃、六道辻の拡幅のため墓所の北東-南西部分が道路用地として切り取られ、三角形の狭い墓所に変貌した。
その後、墓地建立の経緯は忘却され、被葬者も不明となってしまった。地域住民は「賊神様」などと呼び慣らしていたが、郷土史家らは「新政府軍側の宇都宮藩士が敵である旧幕府軍の墓を建てるはずがない」と旧幕府軍の墓ではないと考え、旧幕府軍と新政府軍の双方の犠牲者の墓だという仮説を立てるも、新政府軍の墓は官修墳墓があることから否定され、被葬者不明とされた。
1965年（昭和40年）になって新潟県長岡市から宇都宮市に照会が入り、宇都宮市は小林友雄に取り次いだ。今泉鐸次郎が著した『河井継之助伝』に戸田三男の証言があり、その事実確認が目的であった。小林は同書に記述のあった山本帯刀の愛刀の行方を追い、宇都宮二荒山神社から栃木県護国神社へ移されたことを突き止めた。この結果、同書にある戸田三男の証言の信頼性が担保され、建立の経緯が史実であると認められた。
1967年（昭和42年）5月、明治100年記念に営まれた墓前祭で、墓碑の左側に墓の説明を刻んだ碑を、墓碑の右側に「戊辰役戦士墓明治百年祭記念碑」を建立した。この墓前祭には地域住民のほか、長岡市や会津若松市からも参加者が訪れた。
墓は21世紀になっても清掃が行き届き、供花と線香が絶えることはない。

## 六道閻魔堂

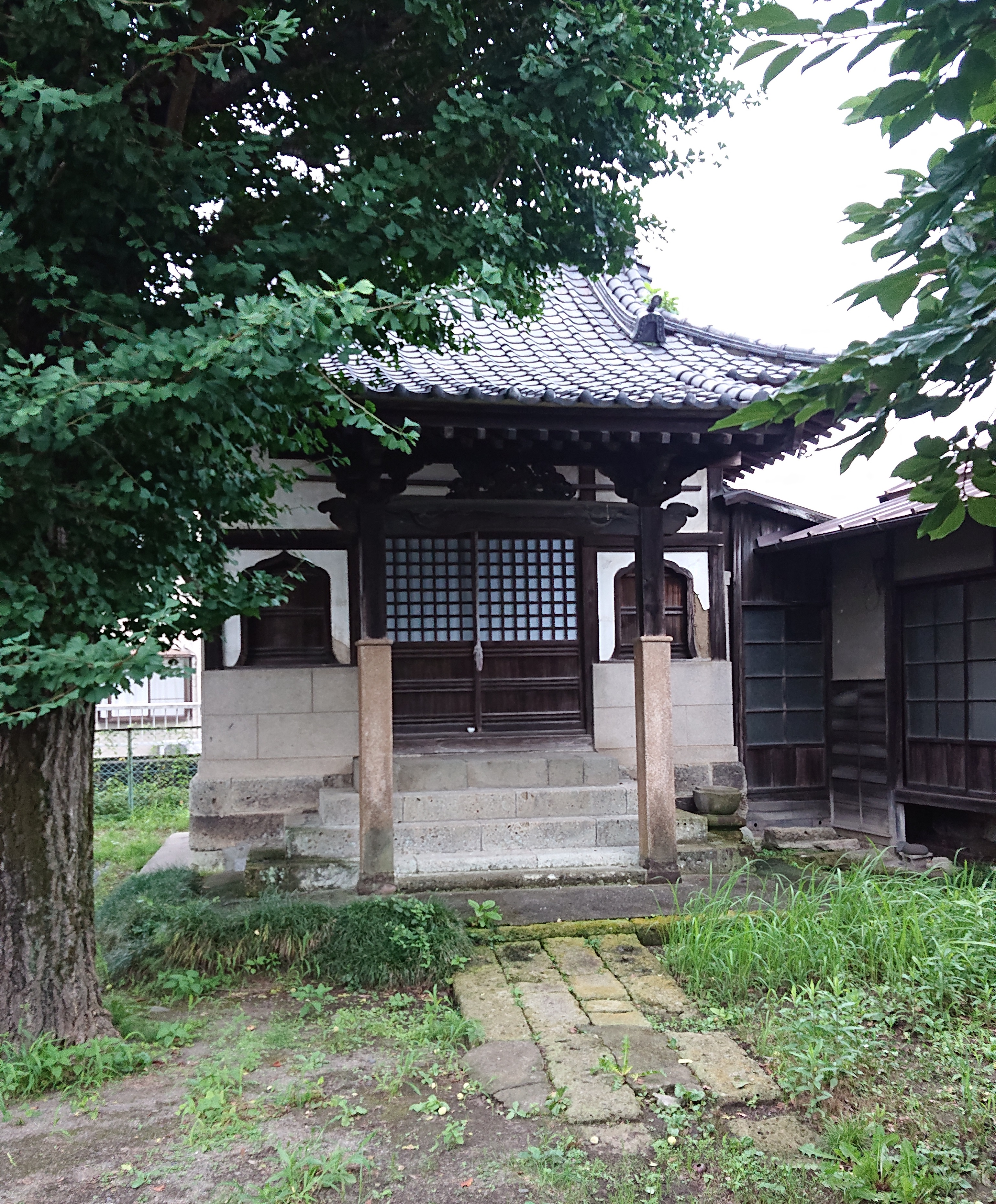
六道閻魔堂

六道閻魔堂（ろくどうえんまどう）は、六道辻の角にある堂宇。名前の通り、閻魔王を祀るお堂であるが、閻魔像は光琳寺へ移されており、六道閻魔堂も光琳寺の管理下にある。お堂の入り口は、六道辻から北へ少し進んだ左手（西側）に位置する。さらに北上すると、右手に光琳寺がある。
閻魔堂は1701年（元禄14年）に光琳寺の専誉（せんよ）上人が建てたものであったが、戊辰戦争と1877年（明治10年）の火災で焼失した。また専誉上人の祀った閻魔像は高さ8尺（≒2.4 m）あったが、戊辰戦争で焼失した。現存する閻魔堂は1906年（明治39年）に再建されたものである。厄除けの閻魔として信仰されている。

### 閻魔堂の伝説
行基は来世に訪れるであろう苦難も知らずに欲望のままに生きる衆生の多さを憂い、阿弥陀仏を7日間唱え続けた。すると閻魔王が現れ、自らの姿を三体の彫刻にせよと告げたので、行基は三体の閻魔王を彫って開眼供養を行った。すると衆生は在家出家を問わず、閻魔像を拝み、多くの人がご利益を受けた。
時代は下って、この閻魔像から「私とともに東国へ行き、民を救え」とのお告げを受けた弘法大師は真言宗の布教のため日光を目指した。その道中、閻魔像が弘法大師を災厄から守ったので、これを縁だと感じた大師は一堂を建立し、閻魔像を安置し、この地に「六道」と名付けた。これが六道閻魔堂の縁起である。
さらに時代は下って元禄（1688年 - 1704年）の頃に日野町（現・二荒町）の森幽可（もり ゆうか）という人物が不思議なご利益を受けたので、8尺の木像を彫った。その木像の中に閻魔像を納めたので、「お腹ごもりの尊像」と呼ばれて信仰を集め、崇拝する者は二世安穏のご利益を得たという。

## 六道バス停

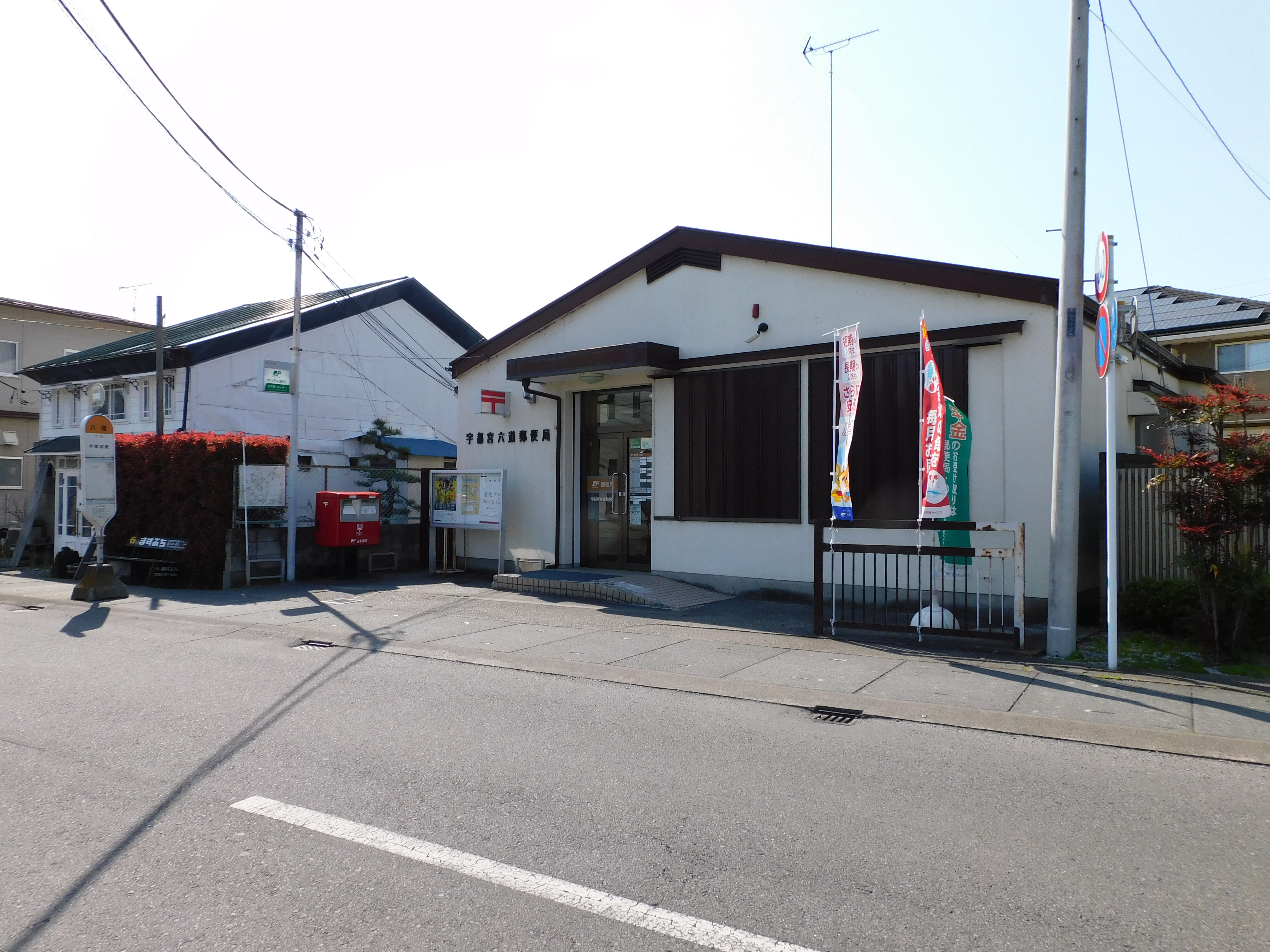
六道バス停（左端）と宇都宮六道郵便局

六道辻の最寄りのバス停留所は六道バス停である。六道バス停は関東自動車（関東バス）の路線バスの一部が経由する交通要地であり、行き先や経由地によって六道辻の周辺4か所にバス乗り場が分散している。
| 乗り場 | 行き先                  |
| ------ | ----------------------- |
| 1      | JR宇都宮駅              |
| 2      | JR宇都宮駅              |
| 3      | JR鶴田駅                |
| 3      | 西川田東 総合運動公園西 |
| 4      | 運転免許センター        |
| 4      | 楡木車庫                |

実際のバス停には乗り場番号の記載はないが、関東自動車公式サイトに掲載された情報に従った。